# Carabella
Carabella is een geslacht van spinnen uit de familie springspinnen (Salticidae).

## Soorten
De volgende soorten zijn bij het geslacht ingedeeld:
- Carabella banksi Chickering, 1946
- Carabella insignis (Banks, 1929)